# Улалушка (селище)
Улалушка (рос. Улалушка) — селище Маймінського району, Республіка Алтай Росії. Входить до складу Кизил-Озьокського сільського поселення.
Населення — 6 осіб (2015 рік).